# 在トンガ外国公館の一覧

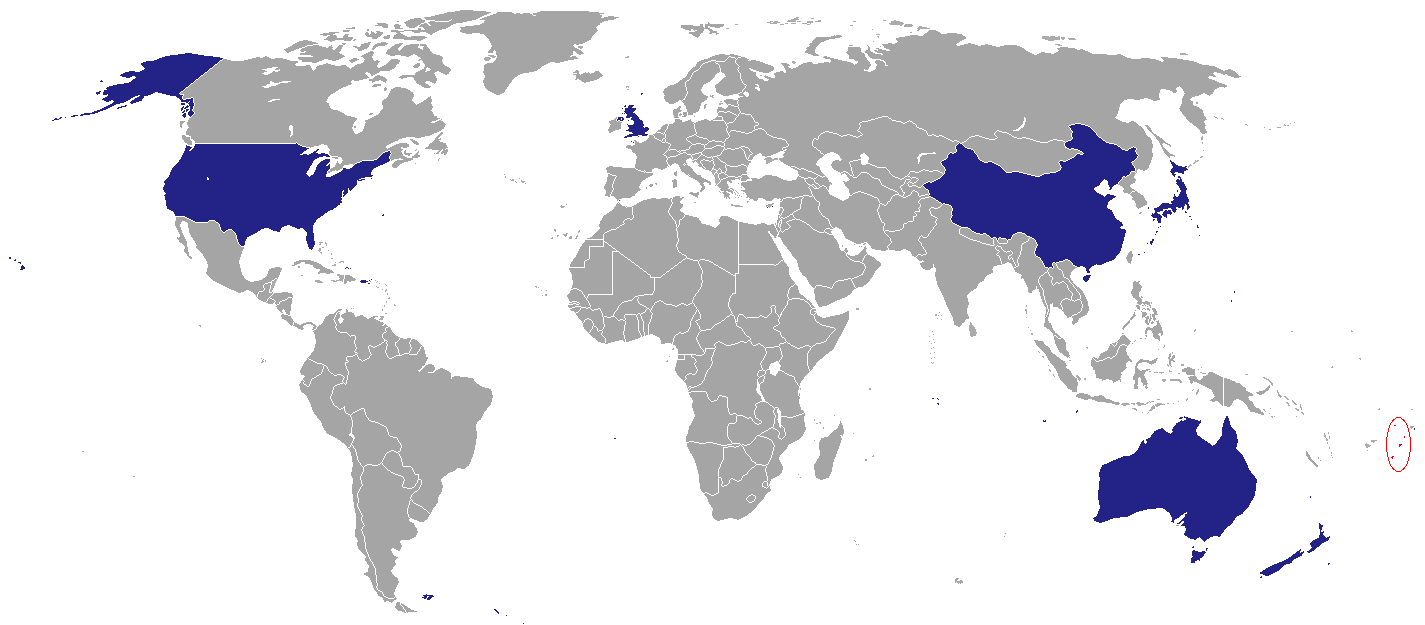
トンガに外交使節団を派遣している国

本項は、在トンガ外国公館の一覧である。首都のヌクアロファには、3ヶ国の大使館および3ヶ国の高等弁務官事務所が置かれている（名誉領事館や名誉総領事館を除く）。

## 大使館・高等弁務官事務所

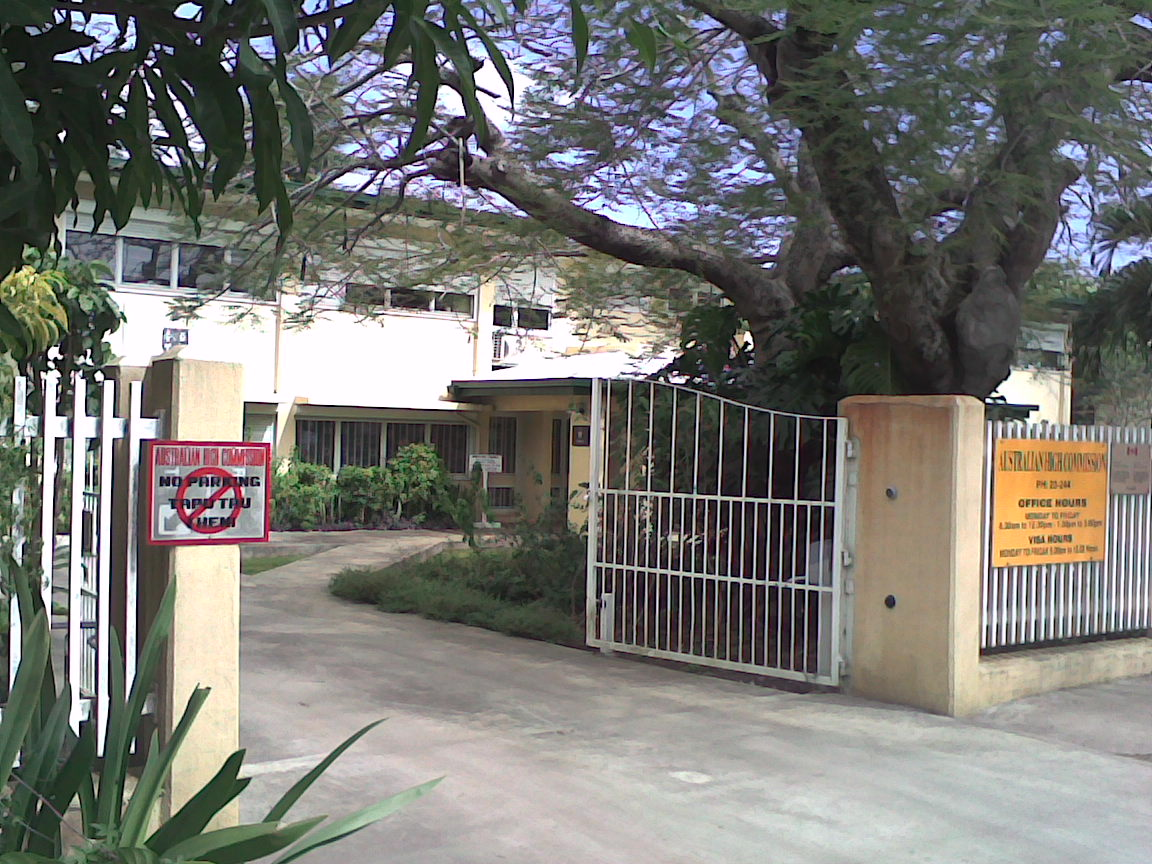
在トンガオーストラリア高等弁務官事務所

### 大使館
- アメリカ合衆国[1]
- 中華人民共和国（大使館）[2]
- 日本（大使館）[3]

### 高等弁務官事務所
- イギリス[4]
- オーストラリア[5]
- ニュージーランド[6]

## 大使・高等弁務官が他国に駐在している国
この一覧は未完成です。加筆、訂正して下さる協力者を求めています。

### オーストラリア、キャンベラ駐在
- アイスランド[7]
- ウクライナ[8]
- オーストリア[9]
- キプロス[10]
- クロアチア[11]
- コロンビア[12]
- スウェーデン[13]
- スロバキア[14]
- セルビア[15]
- チェコ[16]
- デンマーク[17]
- ノルウェー[18]
- ベルギー[19]
- ルーマニア[20]

### フィジー、スバ駐在
- インド[21]
- 欧州連合[22]
- フランス[23]
- マレーシア[24]

### 日本、東京駐在
- レソト

### ニュージーランド、ウェリントン駐在
- アルゼンチン[25]
- イスラエル[26]
- イタリア[27]
- インドネシア[28]
- オランダ[29]
- カナダ[30]
- キューバ[31]
- シンガポール
- スイス[32]
- スペイン[33]
- タイ[34]
- 大韓民国[35]
- ドイツ[36]
- トルコ[37]
- ブラジル[38]
- メキシコ[39]
- ロシア[40]

## 脚註
1. ↑  “Tonga Embassy Opening”. 2023年5月9日閲覧。
2. ↑  Embassy of the People's Republic of China in the Kingdom of Tonga （英語）
3. ↑  在トンガ日本国大使館
4. ↑  Resident High Commissioner to Tonga announced as British embassy reopens | RNZ News （英語）
5. ↑  Australian High Commission, the Kingdom of Tonga （英語）
6. ↑  New Zealand High Commission | New Zealand Ministry of Foreign Affairs and Trade （英語）
7. ↑  https://www.dfa.ie/embassies/irish-embassies-abroad/asia-and-oceania/tonga/
8. ↑  http://mfa.gov.ua/en/about-mfa/abroad/embassies/8
9. ↑  http://www.bmeia.gv.at/aussenministerium/buergerservice/oesterreichische-vertretungen.html?no_cache=1
10. ↑  http://www.mfa.gov.cy/mfa/mfa2006.nsf/All/B06FD870E8A9E8A0C2257A68002DE134?OpenDocument
11. ↑  http://www.mvep.hr/MVP.asp?pcpid=1613&dmid=182#pocdrz
12. ↑  http://mre.cancilleria.gov.co/wps/portal/embajada_australia/!ut/p/c1/04_SB8K8xLLM9MSSzPy8xBz9CP0os_jQsKAwo2AXYwMLNzNjA0__gCAzfyN34-AAc30_j_zcVP2CbEdFABlFvik!/dl2/d1/L2dJQSEvUUt3QS9ZQnB3LzZfODVGOVVPMTMwOFNUQjAySkUyRjIyNVAzTTM!/
13. ↑  http://www.sweden.gov.se/sb/d/5616/l/en/pd/5616/e/3506
14. ↑  http://www.mzv.sk/canberra
15. ↑  “Archived copy”. 2012年5月5日時点のオリジナルよりアーカイブ。2014年9月6日閲覧。
16. ↑  http://www.mzv.cz/jnp/cz/encyklopedie_statu/australie_a_oceanie/tonga/kontaktni_cesky_urad/index.html
17. ↑  “Archived copy”. 2012年7月19日時点のオリジナルよりアーカイブ。2011年10月19日閲覧。
18. ↑  http://www.norway.org.au/Embassy/
19. ↑  http://diplomatie.belgium.be/en/services/embassies_and_consulates/belgian_embassies_and_consulates_abroad/
20. ↑  http://mae.ro/en/romanian-missions#881
21. ↑  http://meaindia.nic.in/
22. ↑  External Service Directory - accreditations and responsibilities
23. ↑  http://www.expatries.diplomatie.gouv.fr/index.php/Annuaires/Ambassades-et-consulats-francais-a-l-etranger/(country)/TONGA
24. ↑  http://www.kln.gov.my/web/fji_suva/history
25. ↑  http://www.mrecic.gov.ar/
26. ↑  http://www.mfa.gov.il/MFA/Sherut/IsraeliAbroad/Continents/Oceania/Tonga/
27. ↑  http://www.ambwellington.esteri.it/ambasciata_wellington
28. ↑  “Archived copy”. 2011年7月26日時点のオリジナルよりアーカイブ。2010年8月17日閲覧。
29. ↑  http://www.mfa.nl/en/pacific/tonga
30. ↑  http://canadainternational.gc.ca/new_zealand-nouvelle_zelande/bilateral_relations_bilaterales/canada_tonga-tonga.aspx
31. ↑  “Archived copy”. 2009年3月19日時点のオリジナルよりアーカイブ。2010年8月14日閲覧。
32. ↑  http://www.eda.admin.ch/eda/en/home/reps/ocea/vton/afoton.html
33. ↑  “Archived copy”. 2012年9月18日時点のオリジナルよりアーカイブ。2012年8月26日閲覧。
34. ↑  http://www.thaiembassynz.org.nz/AMBASSADOR.htm
35. ↑  http://www.mofat.go.kr/ENG/ministry/overseas/asia/index.jsp?menu=m_50_70
36. ↑  http://www.auswaertiges-amt.de/diplo/de/Laenderinformationen/01-Laender/DeutscheAVen/Tonga/DeutscheVertretungen.html
37. ↑  http://wellington.emb.mfa.gov.tr/Mission.aspx
38. ↑  “Archived copy”. 2013年5月4日時点のオリジナルよりアーカイブ。2012年8月26日閲覧。
39. ↑  https://embamex.sre.gob.mx/nuevazelandia/
40. ↑  en:Foreign relations of Tonga#Russia